# Nocera Superiore
Nocera Superiore es una localidad y comune italiana de la provincia de Salerno, región de Campania, con 24.034 habitantes.

## Historia
Antes de que el sur de Italia fuera dominado por Roma, Nuceria Alfaterna, tal y como era conocida la ciudad en la antigüedad, era la principal ciudad del valle del Sarno y de ella dependían las poblaciones de Herculano, Pompeya, Estabia y Sorrento. Las monedas de la ciudad mostraban la cabeza del dios del río. La población mantuvo su lealtad a Roma hasta el año 309 a. C. cuando se unió a los samnitas en la segunda guerra samnita. En 308 a. C. la ciudad logró impedir un desembarco romano en la desembocadura del Sarno, pero en 307 a. C. la ciudad fue asediada y rendida a las fuerzas romanas. No obstante, logró unos términos favorables en su rendición y permaneció fiel a Roma incluso tras la batalla de Cannas.
En el año 216 a. C. Aníbal sitió y destruyó la ciudad, que fue rendida por el hambre. Los habitantes de la ciudad retornaron una vez restaurada la paz. Durante la guerra Social Nuceria permaneció fiel a Roma a pesar de que las ciudades subordinadas a esta se habían rebelado; después de la guerra éstas fueron reorganizadas en comunidades independientes y Nuceria recibió como compensación el territorio de Estabia, que había sido destruida por Sila en el año 89 a. C. En el año 73 a. C. la ciudad fue saqueada por Espartaco durante la tercera guerra servil o guerra de Espartaco.

Posteriormente la ciudad fue elegida como sede episcopal y en el siglo XII tomó partido por Inocencio II contra Rogelio II de Sicilia. 
En 1386 el papa Urbano VI fue asediado por el rey de Nápoles en el castillo de Nocera. Después los cardenales que tomaron partido por el antipapa Clemente VII intentaron matarlo con una conspiración, pero fracasaron y fueron condenados a muerte.
En el siglo XV la ciudad fue adquirida en su totalidad por la familia Pagano. Probablemente motivo por el que cual se ganó el epíteto de "de los paganos" (dei Pagani en italiano) con el que fue conocida durante mucho tiempo, igual que la población de Pagani, situada al oeste de Nocera Inferiore.
La ciudad se convirtió en un ducado, convirtiéndose en Nocera de' Pagani, que comprende 9 municipios o universidades (Nocera Corpo, Nocera San Matteo, Tre Casali, Pucciano, Sperandei, Barbazzano, Pagani, Sant'Egidio y Corbara), en 1806 la ciudad era entonces nacieron los municipios de Pagani, Corbara y Sant'Egidio del Monte Albino.
En 1851 Nocera se dividió en Nocera Superiore y Nocera Inferiore.

## Evolución demográfica
| Gráfica de evolución demográfica de Nocera Superiore entre 1861 y 2001 |
|                                                                        |
| Fuente ISTAT - elaboración gráfica de Wikipedia                        |